# Les Hunter
Leslie „Big Game” Hunter (ur. 16 sierpnia 1942 w Nashville, zm. 27 marca 2020) – amerykański koszykarz, występujący na pozycjach silnego skrzydłowego oraz środkowego.

## Osiągnięcia
NCAA
- Mistrz NCAA (1963)[2]
- Uczestnik turnieju NCAA (1963, 1964)
- Zaliczony do I składu NCAA Final Four (1963)[3]

NABL
- Wybrany do III składu NABL (North American Basketball League – 1967)[4]

ABA
- Wicemistrz ABA (1971)[5]
- Uczestnik meczu gwiazd ABA (1968, 1969)[6][7][8]